# Mayhem
I Mayhem sono un gruppo black metal norvegese, formatosi nel 1984 per iniziativa del chitarrista Euronymous e del bassista Necrobutcher. Sono considerati uno fra i gruppi più rappresentativi del black metal e il loro disco De Mysteriis Dom Sathanas è una pietra miliare di questo genere. I Mayhem sono noti per il loro spettacoli live estremi e per la loro storia controversa, legata all'associazione Inner Circle, nota per episodi di cronaca nera in Norvegia.

## Storia

### Le origini
Il gruppo fu formato nel 1984 a Oslo e prese il proprio nome da un brano dei Venom, chiamato Mayhem with Mercy. I fondatori furono il bassista Jørn Stubberud, detto Necrobutcher, il batterista Manheim, a cui si aggiunse il chitarrista Euronymous, e il cantante Eirik Norheim detto Messiah; i soprannomi dei membri derivano tutti dai titoli di alcuni brani del gruppo svizzero Hellhammer. Ispirandosi principalmente a Venom, Bathory, Motörhead, Celtic Frost e agli italiani Necrodeath, il gruppo compose la prima demo intitolata Voice of a Tortured Skull nel 1986 e, subito dopo, la seconda, intitolata Pure Fucking Armageddon, la quale vendette circa 150 copie. La loro produzione venne effettuata con strumenti di registrazione non professionali, elemento riscontrabile nel suono di molti gruppi black metal dell'epoca.

### Deathcrush
Nel 1987 i Mayhem realizzarono il loro primo EP, Deathcrush, il quale vendette quasi cinquemila copie. Come le due produzioni precedenti, il sound di questo lavoro è ancora influenzato dal thrash metal, i testi non trattano ancora tematiche dark come in seguito e sono perlopiù incentrate sul genere splatter (il brano Chainsaw Gutsfuck, ad esempio, è stato definito dalla rivista musicale Blender il più macabro della storia della musica). Comunque, Deathcrush è descritto come uno dei più distintivi lavori del gruppo norvegese e del black metal in generale. Alla voce è presente Maniac, anche se Messiah canta ancora in Witching Hour (cover dei Venom) e in Pure Fucking Armageddon.

### Primi successi
Nel 1988 Maniac e Manheim lasciarono i Mayhem, venendo sostituiti brevemente dal cantante Kittil Kittilsen e dal batterista Torben Grue, che però entrarono nel gruppo solamente in qualità di musicisti di sessione; la militanza di tali nuovi membri durò solo poche settimane, e le posizioni di cantante e batterista vennero occupate, rispettivamente, da Dead, proveniente dal complesso death metal svedese Morbid, ed Hellhammer, ex inserviente di un manicomio. Con questa nuova formazione, i Mayhem pubblicarono la registrazione di una sessione musicale (registrata nel garage della casa di Euronymous), incisero quattro canzoni inedite per una compilation ed organizzarono un breve tour in Germania Est e Turchia. Nell'underground la band cominciò ad essere molto conosciuta e apprezzata, e grazie alla sua fama prese forma la scena black metal norvegese, costituita da formazioni quali Darkthrone, Immortal, Burzum, Gorgoroth, Emperor e Satyricon.
Il gruppo continuò a suonare in molte città d'Europa accrescendo la propria fama. Peculiarità dei loro concerti era l'atmosfera oscura e macabra, generata principalmente dal comportamento scabroso dei membri sul palco, i quali erano soliti esibirsi con il trucco Corpsepaint e sfoggiando vere teste di maiali impalate, che poi venivano lanciate sul pubblico.
Nel 1990, in un concerto a Jessheim, Dead ruppe una bottiglia e, come aveva promesso all'inizio del concerto, per fomentare la tensione si tagliò varie parti del corpo sanguinando sul palco. Al termine del concerto, il cantante svenne per l'ingente perdita di sangue e fu portato immediatamente all'ospedale, riuscendo tuttavia a sopravvivere. Lo stesso cantante, in un'intervista, descrisse i fatti:

### L'Inner Circle
Agli albori degli anni '90, Euronymous aprì un negozio di dischi chiamato Helvete ("Inferno" in norvegese). Il leader dei Mayhem attirò numerosi fan, i quali divennero soliti a riunirsi nel retro del negozio per incidere le proprie registrazioni musicali. Tale fenomeno portò in seguito alla formazione del Black Metal Inner Circle (o semplicemente Inner Circle), presunta organizzazione criminale d'ispirazione satanista responsabile di atti vandalici contro luoghi cristiani, specialmente incendi dolosi di chiese e profanazione di cimiteri con simboli anticristiani. Tale circolo fu noto anche per le frequenti aggressioni verso gruppi musicali giudicati incoerenti o eccessivamente commerciali, come Therion, Deicide e Paradise Lost.

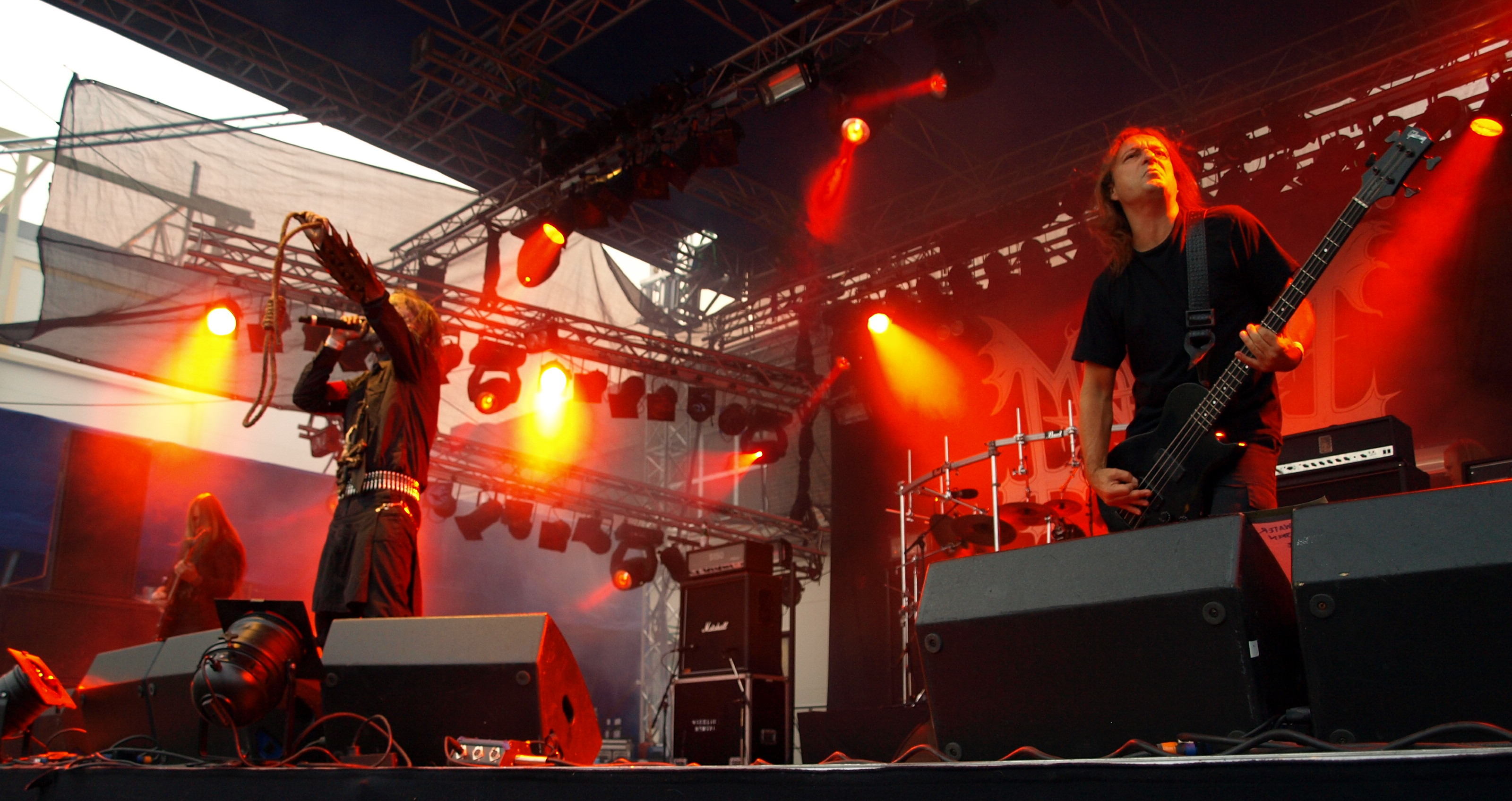
I Mayhem al Jalometalli, 2008

Nella setta entrò a far parte anche il giovane Varg Vikernes, che all'epoca usava lo pseudonimo Count Grishnakh, il quale si distinse subito per la freddezza nel compiere vandalismi contro luoghi di culto cristiani. Tuttavia, alcuni musicisti della scena black scandinava, tra cui lo stesso Vikernes, hanno sempre dichiarato che la setta non è mai esistita.

### Il suicidio di Dead
Dead, Euronymous e Hellhammer vivevano in un appartamento nelle vicinanze di Oslo, dove solitamente svolgevano le prove. L'8 aprile 1991, Hellhammer andò dai suoi genitori a Oslo mentre Euronymous era uscito per altri motivi, lasciando solo Dead nell'abitazione. Il cantante, conosciuto per essere una persona depressa con frequenti cambi d'umore, si tolse la vita tagliandosi la gola e le vene dei polsi e sparandosi poi un colpo di fucile alla testa; alcuni credono che i proiettili che Ohlin usò a tale scopo gli furono regalati da Varg Vikernes, che al tempo era indagato dalla polizia per possesso illegale di armi da fuoco, armi bianche e materiale esplosivo. Il cantante lasciò un biglietto con scritto: "scusate per il sangue". Il motivo di tale gesto non fu mai chiarito, tuttavia Euronymous in un'intervista disse che Dead non sopportava più la presenza di falsi blackster, e per tale ragione aveva deciso di suicidarsi:
La morte di Dead ha generato varie leggende metropolitane, esattamente come tutti i più noti eventi della storia dei Mayhem. Si ipotizza che Euronymous, prima persona a rientrare trovando il corpo del suicida, avesse preso frammenti del cranio di Dead, regalandone in seguito alcuni ad altri musicisti dello scenario black metal scandinavo che riteneva "degni" (uno sarebbe in possesso di Morgan Håkansson dei Marduk); secondo alcuni, invece, avrebbe anche preso e congelato alcune parti del cervello del suicida, che poi avrebbe tentato di consumare come ingrediente di uno stufato. Fu tuttavia provato che Euronymous scattò delle foto al corpo di Dead (una delle quali fu usata come copertina del bootleg Dawn of the Black Hearts) e in seguito distrutte da suo padre dopo l'assassinio di Aarseth da parte di Varg Vikernes.
Uniche testimonianze della presenza di Ohlin come cantante dei Mayhem sono: l'album dal vivo Live in Leipzig, pubblicato nel 1993, che nonostante la registrazione confusa e scadente divenne una delle produzioni più apprezzate dell'ambiente black metal, e le registrazioni in formato video di un concerto tenutosi presso Sarpsborg, Jessheim e una sessione musicale del gruppo, risalenti rispettivamente al 1990 e al 1988. I Mayhem hanno anche suonato a Smirne, in Turchia sempre nel 1990 con Dead alla voce ma il concerto fu interrotto dalla polizia e non ci fu nessuna registrazione reperibile. Per quanto riguarda Sarpsborg, a causa della scarsa qualità delle videocamere utilizzate, il volto del cantante è visibile per pochi secondi solamente all'inizio. 

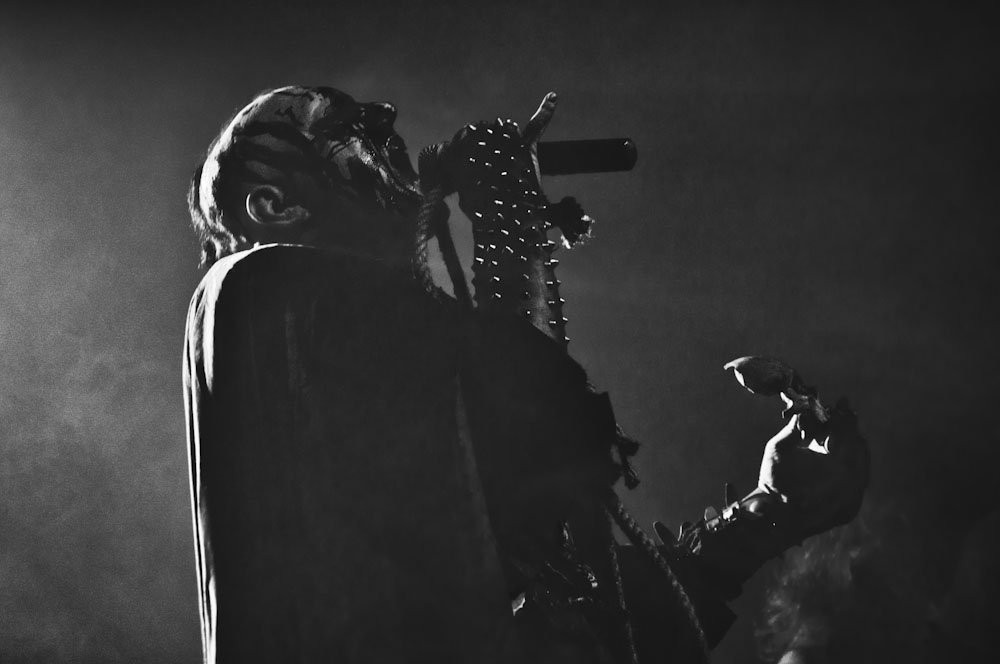
Attila Csihar con i Mayhem all'Hole in the Sky, 2011

Dopo la morte di Dead nel 1991, il leader Euronymous reclutò per breve tempo Stian "Occultus" Johannsen come nuovo cantante, che però se ne andò dopo poco tempo (sostenne infatti di aver ricevuto minacce di morte dallo stesso Euronymous) e fu sostituito dall'ungherese Attila Csihar, e alla seconda chitarra il norvegese Blackthorn. Tuttavia, dopo che Euronymous si rifiutò di eliminare le foto scattate al corpo esanime del cantante, Necrobutcher abbandonò il gruppo, adirato inoltre dal pessimo comportamento di Aarseth, il quale era solito istigare il defunto Ohlin al suicidio negli anni precedenti; pertanto, per continuare le registrazioni di De Mysteriis Dom Sathanas il chitarrista reclutò Vikernes come bassista di sessione.

### L'omicidio di Euronymous
Sulla vicenda non è mai stata fatta completamente luce. Varg Vikernes stesso ha proposto una propria versione dei fatti, pubblicata sul proprio sito ufficiale.
Il 10 agosto 1993 Vikernes, accompagnato da Blackthorn, si recò presso l'abitazione di Euronymous, a Oslo. Dopo una breve colluttazione quest'ultimo fu ucciso a coltellate da Varg; Euronymous fu trovato esanime sulle scale del condominio il mattino seguente da alcune persone che abitavano nell'edificio.
Una settimana più tardi Vikernes venne arrestato con l'accusa di omicidio, incendio doloso di chiese, possesso illegale di armi e profanazione di tombe ricevendo 21 anni di reclusione, la massima pena prevista dal codice penale norvegese. Blackthorn, venne invece condannato a otto anni di reclusione con l'accusa di complicità nell'omicidio. Tuttavia, come affermò Vikernes, Ruch non prese parte a tale fatto, poiché si era recato in un attico all'ultimo piano del condominio per fumare una sigaretta.
I motivi dell'assassinio non sono mai stati definitivamente chiariti; molti addussero motivi politici, dato che Euronymous, coltivando un interesse morboso per le ideologie d'estrema sinistra, aveva preferenze per lo stalinismo e il maoismo mentre Vikernes si limitava allo spettro di estrema destra, dichiarandosi un nazionalista e seguace dell'odalismo; altri gli diedero motivi pecuniari, poiché il fondatore dei Mayhem doveva rendere del denaro al bassista, il quale li aveva anticipati per la produzione di un disco di Burzum. Al processo Vikernes sostenne di aver agito per legittima difesa, poiché alcuni amici musicisti gli avevano detto che Euronymous voleva portarlo in una zona periferica per torturarlo, filmandone la sadica operazione. Tali intenzioni sarebbero confermate, stando a quanto sostiene Vikernes, dal fatto che la notte della sua morte Aarseth aggredì Varg, dopo che questi gli aveva chiesto perché volesse ucciderlo, e anche da una telefonata che Blackthorn, da poco trasferitosi nell'appartamento di Vikernes a Bergen per suonare con i Mayhem, aveva ricevuto da Euronymous, nella quale quest'ultimo disse: «Varg Vikernes deve morire per il bene di tutti». La ragione di tale affermazione fu l'accusa mossa a Varg Vikernes di aver rovinato la sua reputazione dinanzi ai media e i nuovi musicisti della scena black metal norvegese; Varg, infatti, dopo che Aarseth gli aveva chiesto un prestito in denaro per vendere delle copie dell'album di debutto di Burzum nel suo negozio, chiamato Helvete, maturò la convinzione che egli fosse una persona incapace e oziosa. Pertanto nel 1991 Vikernes decise di fondare una nuova etichetta discografica, la Burznag Records, rinominata Cymophane l'anno seguente, per pubblicare i propri lavori.

### Scioglimento,De Mysteriis Dom Sathanase successivo ritorno

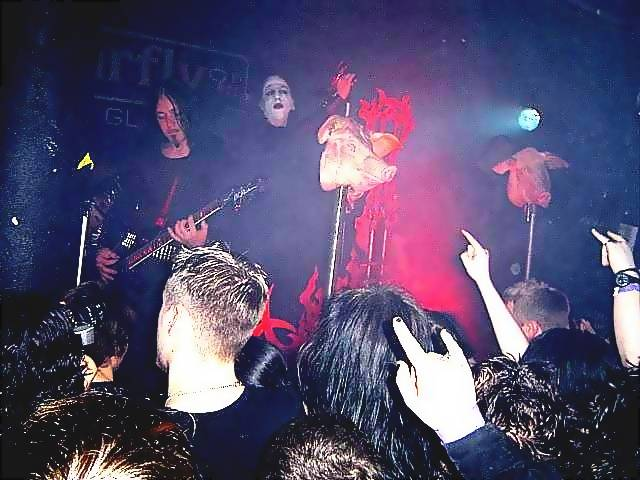
I Mayhem in un concerto a Glasgow del 2004

Dopo questo truce avvenimento, Hellhammer annunciò lo scioglimento del gruppo sul finire del 1993, e l'anno successivo pubblicò De Mysteriis Dom Sathanas, primo album in studio della band, che ottenne un enorme successo, venendo considerato una delle produzioni più significative del genere black metal; l'album non contiene solamente canzoni inedite, ma anche alcuni brani suonati durante il live a Lipsia del 1991.
Le tracce di basso erano già state registrate da Varg Vikernes ma, per volere della famiglia di Euronymous, si sostiene che furono cancellate e Hellhammer si impegnò a registrarle personalmente di nuovo. Tuttavia, Vikernes negò tutto ciò, dichiarando che Hellhammer si limitò a rimuovere il nome del bassista tra i crediti. Successivamente uscirono alcune raccolte, tra cui Dawn of the Black Hearts, divenuto famoso per la sua macabra copertina, ritraente il corpo senza vita di Dead, fotografato da Aarseth nell'aprile 1991.
Nel 1994 Hellhammer stesso decise di formare nuovamente i Mayhem, ingaggiando di nuovo Maniac come cantante e il chitarrista Blasphemer in sostituzione di Euronymous; vi fu inoltre il ritorno del bassista Necrobutcher, rimasto ormai l'unico membro originale del gruppo, che appresa la notizia dell'assassinio di Euronymous aderì subito alla riunione del complesso. Csihar, invece, fece ritorno in Ungheria per concludere gli studi universitari di ingegneria, mentre Count Grishnackh e Blackthorn furono arrestati per l'omicidio di Aarseth, uscendo di fatto dal gruppo.
I Mayhem così pubblicano nel 1997 l'EP Wolf's Lair Abyss, che viene giudicato positivamente da critica e pubblico. Grazie al successo ottenuto la band parte in tour in America e Europa, con in previsione anche alcune date italiane, tra cui il concerto al Rainbow di Milano il 2 novembre 1998, successivamente registrato ed incluso nell'album Mediolanum Capta Est.

### Eventi recenti

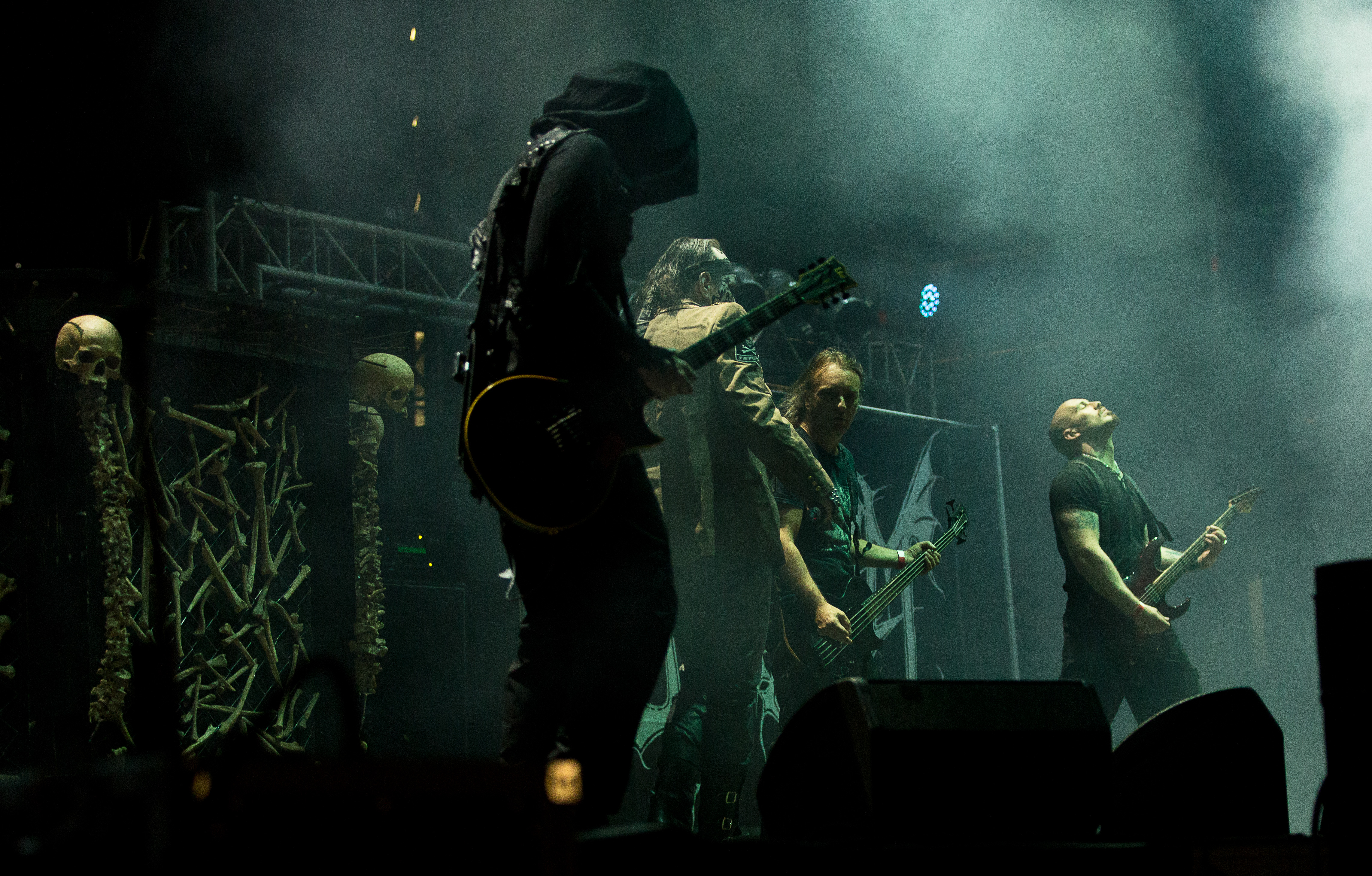
i Mayhem al Party San Metal Open Air 2016

Nel 2000 esce Grand Declaration of War, lavoro controverso per via di un leggero rallentamento del ritmo, della presenza qua e là di alcune clean vocals e di alcuni elementi industrial e avant-garde metal. I Mayhem dimostrano ancora una notevole energia: lo testimonia European Legions, live uscito l'anno successivo anche in versione DVD.
Nel 2003, i Mayhem tornarono a far parlare di sé per i loro atteggiamenti in sede live. Il 14 marzo dello stesso anno, il gruppo tenne un concerto a Bergen. Mentre stavano smembrando una pecora morta, la testa dell'animale si staccò dal coltello di Maniac e colpì alla testa un loro fan, Per Kristian Hagen, che subì una frattura cranica. La band rischiò sei mesi di prigione per aggressione ma non avvenne nulla e Blasphemer promise al loro fan un biglietto gratis per il concerto seguente.

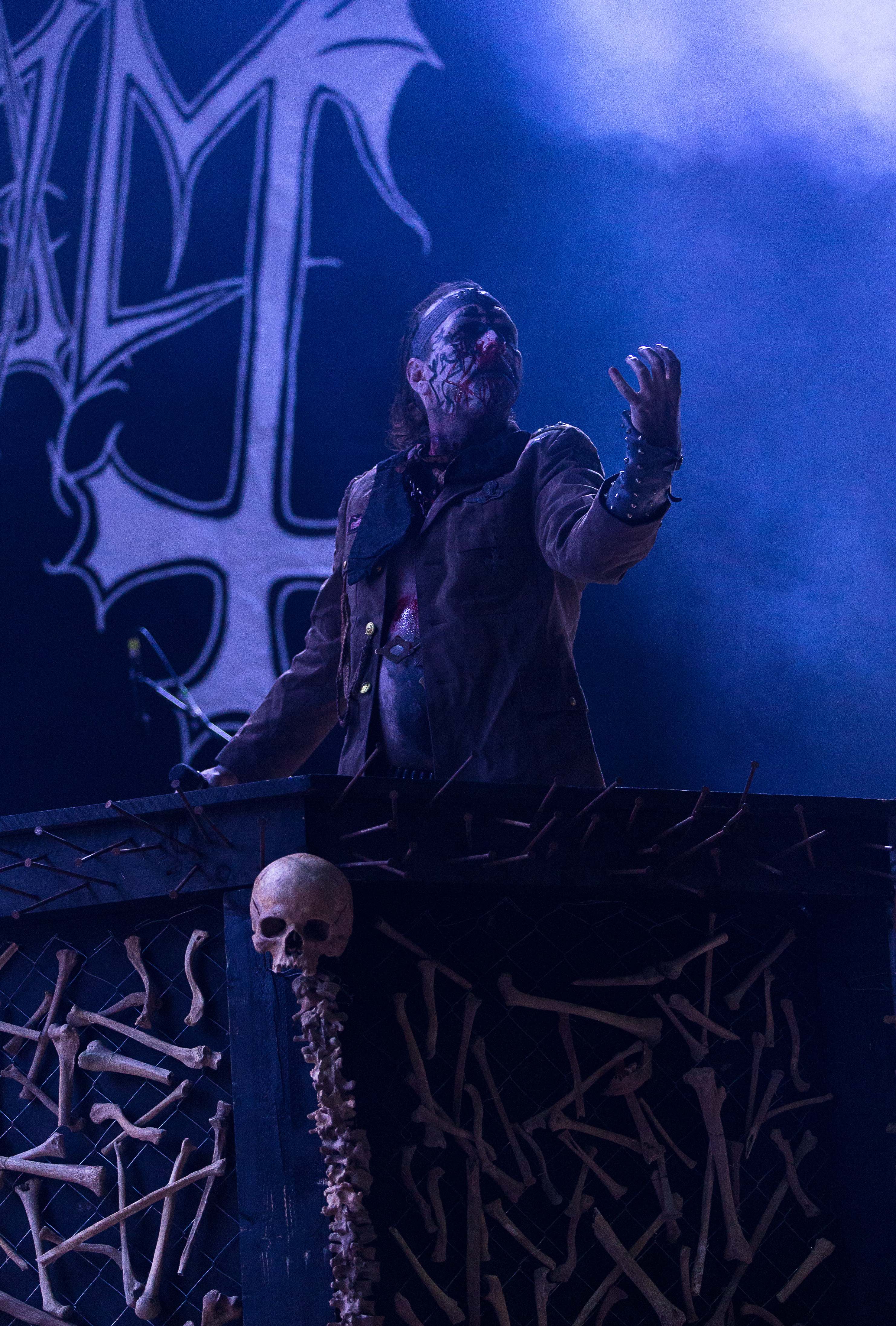
I Mayhem dal vivo nel 2016

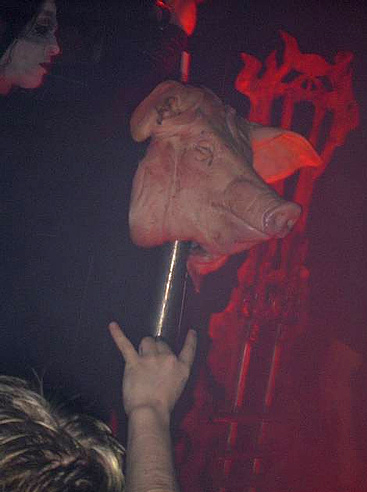
Le teste di maiali impalate sono da sempre un segno caratteristico dei concerti della band

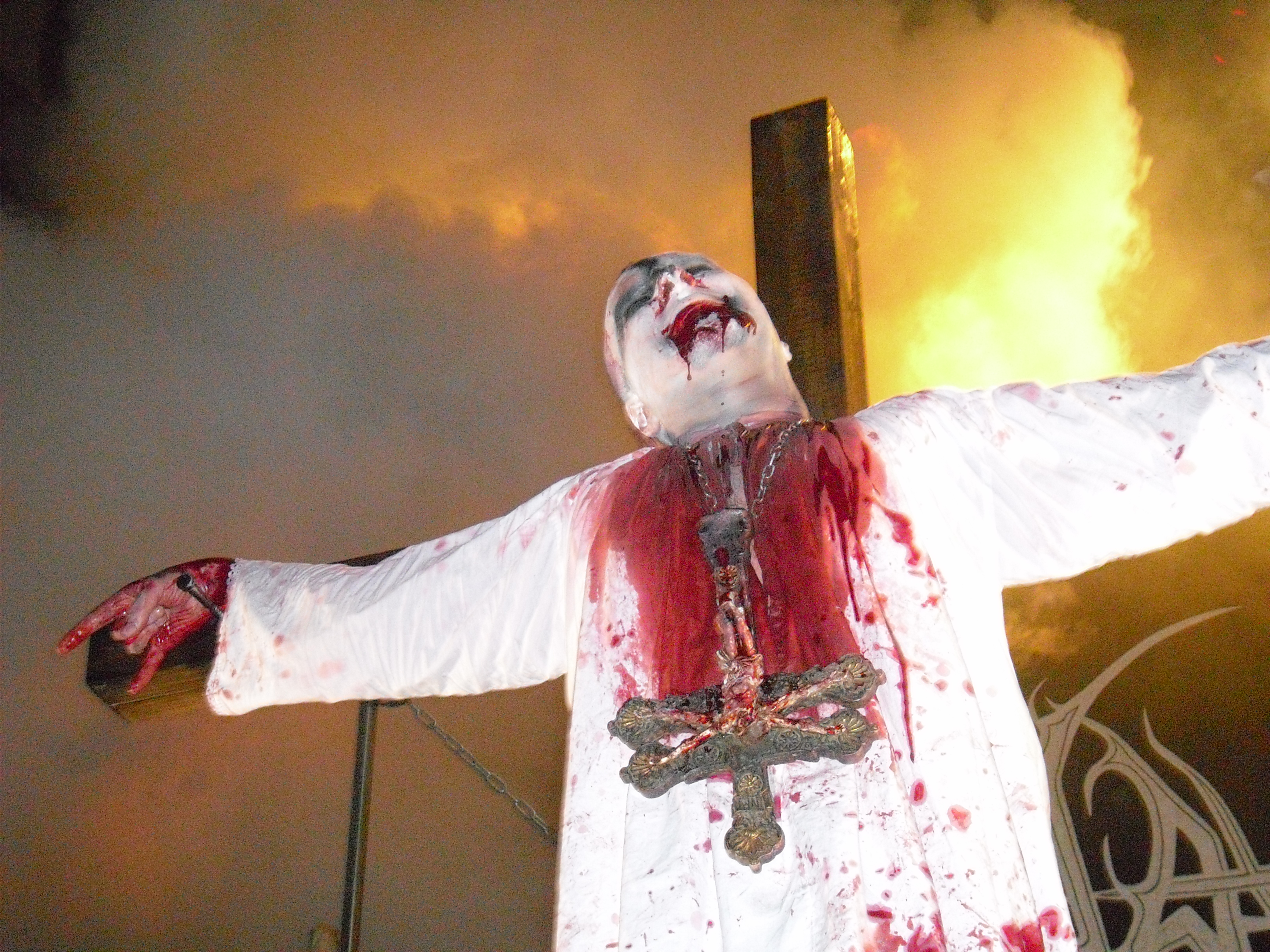
Attila Csihar sul palco con i Mayhem nel 2010

Nel 2004 viene pubblicato Chimera, orientato alla sperimentazione come il precedente Grand Declaration of War. Nello stesso anno, Attila ritorna per sostituire Maniac alla voce, uscito a causa di problemi con l'alcolismo, indotto da una neonata forma di ansia da prestazione (che incise negativamente anche sullo stile vocale del cantante).
Nel 2007 viene dato alle stampe Ordo Ad Chao. Il disco ha ricevuto buoni consensi ed ha raggiunto il 12º posto nelle classifiche norvegesi.
Nello stesso anno, i Mayhem avrebbero dovuto partecipare ad una tournée estiva negli Stati Uniti, la prima con Attila alla voce, ma le date sono state cancellate a causa di un infortunio al braccio destro di Hellhammer.
Nel 2008 Blasphemer lascia il gruppo, dichiarando di non riuscire a vedersi nel futuro della band. Al suo posto entrano a far parte della band nel 2009 i due nuovi chitarristi: Morfeus e Silmaeth, al momento in veste di Live Members.
Nel novembre 2009 il gruppo è stato arrestato dopo aver distrutto una camera d'albergo a Tilburg nei Paesi Bassi. Dopo la scarcerazione, i Mayhem hanno cominciato le registrazioni del loro quinto album in studio, come confermato dal bassista Necrobutcher in un'intervista dell'agosto 2012.
Il disco, intitolato Esoteric Warfare vedrà la luce solo nella primavera del 2014, dopo l'ingresso di due nuovi chitarristi (Teloch e Ghul, rispettivamente nel 2011 e nel 2012).
A partire dal 2016 la Peaceville Records distribuisce sul mercato quattro esibizioni dei Mayhem nella formazione "classica" Dead-Euronymous-Necrobutcher-Hellhammer risalenti al 1990: Live in Zeitz, Live in Leipzig, Live in Sarpsborg, Live in Jessheim. Si tratta di registrazioni che circolavano da tempo sotto forma di bootleg (dai nastri del concerto di Sarpsborg era stato tratto Dawn of the Black Hearts) ma che (tranne Live in Leipzig) non avevano ancora ricevuto una pubblicazione ufficiale a causa della scadente qualità audio, anche se di notevole importanza storica.
Nel settembre 2019, preceduta dall'uscita del singolo Worthless Abominations Destroyed, viene annunciata la pubblicazione del nuovo album di studio Daemon, prevista per il 25 ottobre seguente.
Nel 2021 i Mayhem vengomo inseriti nella Rockheim Hall of Fame, unico gruppo black metal ammesso.
Il 9 luglio 2021 venne annunciata la pubblicazione di un nuovo EP, intitolato Atavistic Black Disorder/Kommando. La tracklist consiste di tre outtake tratte dalle sessioni di Daemon, insieme a 4 cover di gruppi punk rock citati dalla band come "le basi di ciò che sarebbe successo". L'EP vede la partecipazione degli ex vocalist Messiah e Maniac in una traccia ciascuno. Necrobutcher dichiarò che i due ex cantanti sono stati chiamati "per il loro evidente legame con il punk".
Successivamente i Mayhem annunciarono il tour statunitense The Sanguine Sodomy of North America, che ebbe inizio il 7 marzo con un concerto a San Francisco, California.

## Formazione
- Note: I Mayhem furono inattivi nel 1994.
- I membri non riportati nella tabella sono membri di sessione

### Formazione attuale
- Attila Csihar – voce (1992-1993, 2004 - presente)
- Ghul (Charles Hedger) – chitarra solista (2012 - presente)
- Teloch (Morten Bergeton Iversen) – chitarra ritmica (2011 - presente)
- Necrobutcher (Jørn Stubberud) – basso (1984-1991, 1995 - presente)
- Hellhammer (Jan Axel Blomberg) – batteria (1988-1993, 1995 - presente)

### Ex componenti
- Dead (Per Yngve Ohlin) - voce (1988 - 1991) suicidatosi l'8 aprile 1991[26][27]
- Euronymous (Øystein Aarseth) - chitarra (1984 - 1993) ucciso (omicidio) il 10 agosto 1993[27][28]
- Maniac (Sven Erik Kristiansen) - voce (1986 - 1987, 1995 - 2004)
- Blasphemer (Rune Erickson) - chitarra (1995 - 2008)
- Count Grishnackh (Varg Vikernes) - basso (sessione) (1991 - 1993)
- Manheim (Kjetil Manheim) - batteria (1984 - 1987)
- Messiah (Eirik Nordheim) - voce (sessione) (1984 - 1986)
- Blackthorn (Snorre Ruch) - chitarra (1993)
- Occultus (Stian Johannsen) - voce, basso (sessione) (1991 - 1992)
- Morfeus - chitarra (2008 - 2012)
- Nordgaren (Alexander Nordgaren) - chitarra (live) (1997 - 1998)
- Torben Grue - batteria (sessione) (1987 - 1988)
- Kittil Kittilsen - voce (sessione) (1987 - 1988)
- Silmaeth - chitarra (2009 - 2011)

### Formazioni nella storia

#### 1984
- Euronymous (chitarra, voce)
- Necrobutcher (basso, voce)
- Manheim (batteria)

#### 1984-1986
- Messiah (voce)
- Euronymous (chitarra)
- Necrobutcher (basso)
- Manheim (batteria)

#### 1986-1987
- Maniac (voce)
- Euronymous (chitarra)
- Necrobutcher (basso)
- Manheim (batteria)

#### 1987-1988
- Kittil Kittilsen (voce)
- Euronymous (chitarra)
- Necrobutcher (basso)
- Torben Grue (batteria)

#### 1988-1991
- Dead (voce)
- Euronymous (chitarra)
- Necrobutcher (basso)
- Hellhammer (batteria)

#### 1991
- Occultus (voce, basso)
- Euronymous (chitarra)
- Hellhammer (batteria)

#### 1991-1992
- Occultus (voce)
- Euronymous (chitarra)
- Count Grishnackh (basso)
- Hellhammer (batteria)

#### 1992-1993
- Attila Csihar (voce)
- Euronymous (chitarra)
- Count Grishnackh (basso)
- Varg Vikernes (basso)
- Hellhammer (batteria)

#### 1993
- Attila Csihar (voce)
- Euronymous (chitarra)
- Blackthorn (chitarra)
- Count Grishnackh (basso)
- Hellhammer (batteria)

#### 1995-1997
- Maniac (voce)
- Blasphemer (chitarra)
- Necrobutcher (basso)
- Hellhammer (batteria)

#### 1997-1998
- Maniac (voce)
- Blasphemer (chitarra)
- Nordgaren (chitarra)
- Necrobutcher (basso)
- Hellhammer (batteria)

#### 1997-2004
- Maniac (voce)
- Blasphemer (chitarra)
- Necrobutcher (basso)
- Hellhammer (batteria)

#### 2004-2008
- Attila Csihar (voce)
- Blasphemer (chitarra)
- Necrobutcher (basso)
- Hellhammer (batteria)

#### 2008-2009
- Attila Csihar (voce)
- Morfeus (chitarra)
- Necrobutcher (basso)
- Hellhammer (batteria)

#### 2009-2011
- Attila Csihar (voce)
- Morfeus (chitarra)
- Silmaeth (chitarra)
- Necrobutcher (basso)
- Hellhammer (batteria)

#### 2011-2012
- Attila Csihar (voce)
- Morfeus (chitarra)
- Teloch (chitarra)
- Necrobutcher (basso)
- Hellhammer (batteria)

#### 2012-
- Attila Csihar (voce)
- Ghul (chitarra)
- Teloch (chitarra)
- Necrobutcher (basso)
- Hellhammer (batteria)

## Discografia

### Album in studio
- 1994 - De Mysteriis Dom Sathanas
- 2000 - Grand Declaration of War
- 2004 - Chimera
- 2007 - Ordo Ad Chao
- 2014 - Esoteric Warfare
- 2019 - Daemon

### EP
- 1987 - Deathcrush
- 1997 - Wolf's Lair Abyss
- 2009 - Life Eternal
- 2021 - Atavistic Black Disorder/Kommando

### Album live
- 1993 - Live in Leipzig
- 1995 - Dawn of the Black Hearts (bootleg)
- 1999 - Mediolanum Capta Est
- 2001 - U.S. Legions
- 2002 - Live in Marseille
- 2016 - De Mysteriis Dom Sathanas Alive
- 2016 - Live in Zeitz
- 2017 - Live in Sarpsborg
- 2017 - Live in Jessheim
- 2023 - Daemonic Rites

### Raccolte
- 1996 - Out from the Dark
- 2001 - European Legions
- 2001 - U.S. Legions

### Singoli
- 1996 - Freezing Moon/Carnage
- 1997 - Ancient Skin/Necrolust
- 1997 - Necrolust/Total Warfare
- 2014 - Psywar
- 2019 - Worthless Abominations Destroyed
- 2019 - Of Worms and Ruins
- 2019 - Falsified and Hated

### Split
- 1994 - A Tribute to the Black Emperors (bootleg con i Morbid)
- 2002 - Freezing Moon/Jihad (con i Meads of Asphodel) (bootleg)

### Demo
- 1986 - Voice of a Tortured Skull
- 1986 - Pure Fucking Armageddon

### Videografia
- 1988 - Rehearsal 1988
- 1998 - Live in Bischofswerda
- 2001 - European Legions: Live in Marseille 2000
- 2008 - Pure Fucking Mayhem
- 2019 - Live In Jessheim - Norway 03-02-1990
- 2019 - Live In Sarsporg - Norway 28-02-1990